# Aerodrom
Aerodrom (in macedone Аеродром?) è uno dei dieci comuni che compongono la città di Skopje. La sua popolazione è di 72 009 abitanti (dati 2002).

## Geografia fisica
Il comune confina con Kisela Voda a sud-ovest, con Centar a nord-ovest, con Gazi Baba a nord-est e con Studeničani a sud.

## Storia
Il nome del centro abitato è dato dal vecchio aeroporto, inaugurato nel 1929, presente in zona (dove oggi sorge il policlinico) bombardato dai nazisti durante la seconda guerra mondiale.

## Società

### Evoluzione demografica
La popolazione è così suddivisa dal punto di vista etnico:
- Macedoni: 64 391
- Serbi: 3 085
- Albanesi: 1 014

## Località
Il comune è composto dalle seguenti località:
- Star Aerodrom
- Nov Aerodrom
- Vardar
- 13 Noemvri
- Jane Sandanski
- Novo Lisiče
- Gorno Lisiče
- Dolno Lisiče